# Joanna Newsom
Pour les articles homonymes, voir Newsom.
Joanna Newsom (née en 1982 à Nevada City en Californie) est une auteure-compositrice-interprète et harpiste originaire de San Francisco. 
Elle est considérée comme une artiste majeure du courant psyché folk. Ses musiques incorporent des éléments de l'indie pop ou de la musique des Appalaches. N'ayant jamais suivi de cours de chant, c'est sa voix, ressemblant à celle d'une enfant, qui la distingue le plus.

## Biographie

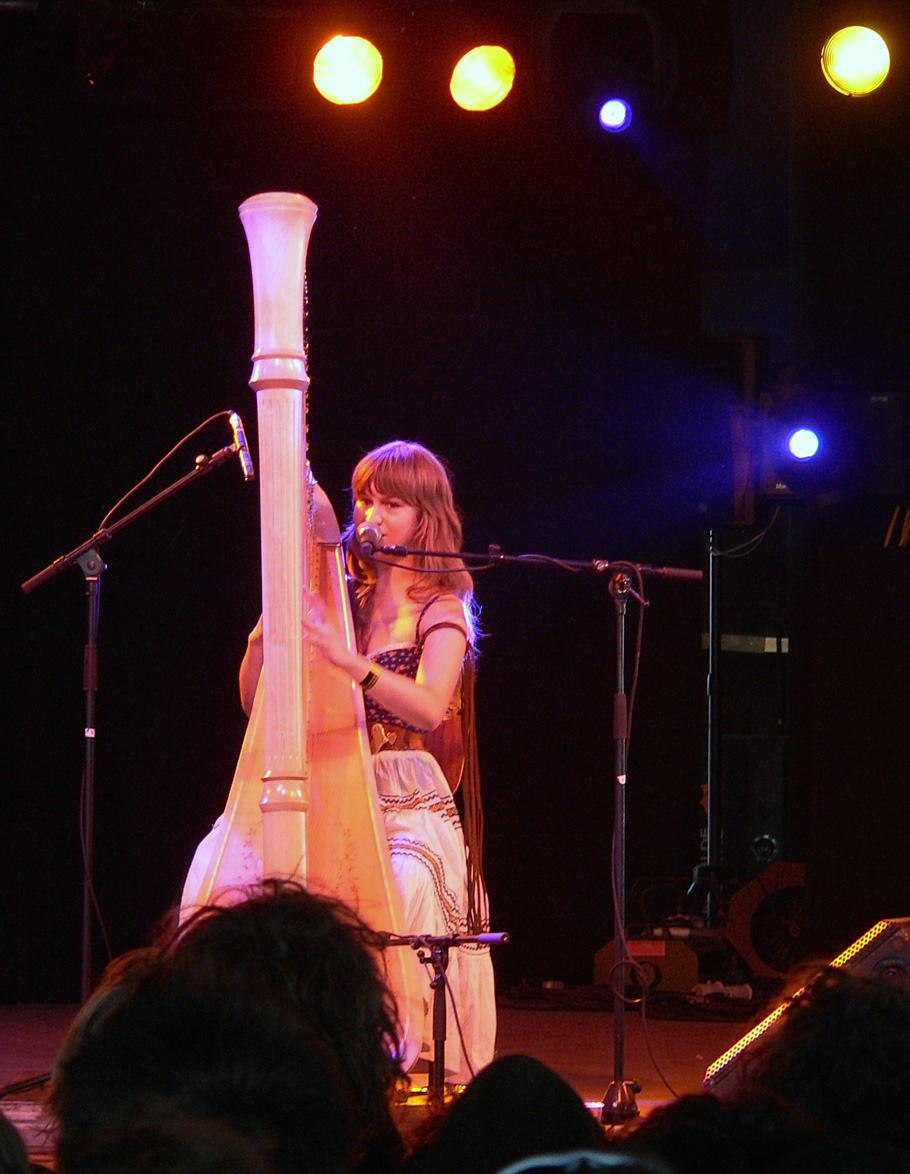
Joanna Newsom au festival de Roskilde en 2005

Elle est une cousine éloignée de l'ancien maire de San Francisco et gouverneur de Californie Gavin Newsom. Elle commence la harpe à l'âge de 7 ans. Après avoir étudié la musique au Mills College, elle se détache du courant classique des harpistes ; elle se voit d'ailleurs plus comme une « harpeuse » que comme une harpiste. Elle a d'abord joué aux claviers dans des groupes de San Francisco comme Golden Shoulders ou The Pleased. En 2002 elle sort son premier EP, Walnut Whales, puis un second, Yarn And Glue, en 2003.
Elle effectue ses premières tournées en 2003, notamment avec Will Oldham (Bonnie Prince Billy) et Cat Power. Elle signe rapidement chez Drag City et sort son premier album, The Milk-Eyed Mender (en). Joanna Newsom tourne ensuite avec Devendra Banhart et Vetiver. On la découvre en France en novembre 2004 au festival des Inrockuptibles, notamment à la Cigale.
Ys, arrangé par Van Dyke Parks, produit par Jim O'Rourke et enregistré par Steve Albini, est son deuxième album. Sorti en France le 6 novembre 2006, il est composé de cinq chansons (d'une durée comprise entre 7 et 16 minutes). Cet album a été élu 3e meilleur album de l'année 2006 par le magazine Wire.
Son troisième album, Have One on Me (en), sort le 3 mars 2010. Arrangé par le multi-instrumentiste Ryan Francesconi, il comprend dix-huit chansons dont la durée est comprise entre deux et douze minutes, et se divise en trois disques de six chansons chacune. Elle y fait référence à Lola Montez, danseuse exotique et courtisane du XIXe siècle, avec sa "spider dance" et ses liaisons avec Louis Ier de Bavière ; celui-ci la fit Comtesse de Landsfeld contre la vindicte populaire, qui le destitua et poussa Lola à fuir aux États-Unis, en Californie, autre passage cité dans la chanson « In California ». L'artwork autour de l'album rappelle cette période du XIXe siècle et le personnage fantasmé de Lola Montez.
En 2013, elle a épousé l'acteur Andy Samberg à Big Sur, Californie. En 2017, ils accueillent leur premier enfant, une petite fille.
En 2014, Joanna Newsom apparaît dans le film Inherent Vice, de Paul Thomas Anderson, dans le rôle de la narratrice, Sortilège.
Son quatrième disque, Divers (en), est sorti en 2015.

## Discographie

### Collaboration
- Golden Shoulders : Let My Burden Be (Doppler, 2002)
- The Pleased : One Piece From The Middle (self-released, 2002) (Joanna est aux claviers)
- The Pleased : Don't Make Things (Big Wheel Recreation, 2003) (Joanna est aux claviers)
- Nervous Cop : Nervous Cop (5 Rue Christine, 2003) (Joanna est à la harpe)
- Vetiver : Vetiver (Dicristina Stair, 2004) (harpe sur la piste Amerilie)
- Smog : A River Ain't Too Much To Love (Drag City, 2005)
- Vashti Bunyan : Lookaftering (FatCat, 2005) (harpe sur les pistes Against The Sky et If i were)
- RF & Lili De La Mora : Eleven Continents (Rowing At Sea / Time Release Records, 2007)
- Moore Brothers : Aptos (American Dust, 2009)
- Thao & the Get Down Stay Down : Kindness Be Concieved (We the common,  2013 )

## Cinéma
- Inherent Vice, de Paul Thomas Anderson, 2014 : Sortilège